# Friedbert Barg
Friedbert Barg (* 22. Juli 1947; † 13. September 2014) war ein deutscher Fachjournalist und Fachbuchautor.

## Leben
Seit 2008 Herausgeber und Chefredakteur der Zeitschriften Schifffahrt-online und Schifffahrts-Magazin, war er von 1994 bis 2008 Chefredakteur der Fachzeitschrift Binnenschifffahrt. Die Zeitschrift wurde während dieser Zeit vom Bundesverband der Deutschen Binnenschiffahrt (BDB), dem Verein für europäische Binnenschifffahrt und Wasserstraßen, der Hafentechnischen Gesellschaft und dem Bundesverband Öffentlicher Binnenhäfen herausgegeben.
Der gebürtige Duisburger lernte von 1962 bis 1965 als Schiffsjunge und Matrose die Binnenschifffahrt und die deutschen und europäischen Wasserstraßen kennen. Nach seiner Binnenschifferlehre ging er 1965 als Polizeibeamter in den Dienst des Landes Nordrhein-Westfalen. Erste journalistische Schritte unternahm er ab 1972 bei der Westdeutschen Allgemeinen Zeitung (WAZ) in Duisburg und dann bei der Rheinischen Post in Düsseldorf.
Barg, der auch über Erfahrungen als Pressesprecher und Fachbuchautor verfügte, war vor seiner Tätigkeit als Chefredakteur der Fachzeitschrift Binnenschifffahrt von 1983 bis 1986 Redaktionsleiter des Stadt-Panorama in Ratingen und von 1986 bis 1994 Redakteur der in Essen erscheinenden Neue Ruhr Zeitung / Neue Rhein Zeitung (NRZ). Im Laufe seiner beruflichen Jahre als Fachjournalist mit dem Thema Schifffahrt bereiste Barg – neben den westeuropäischen – viele Flüsse und Seen der Welt, um über die Schifffahrt, die Schiffe und die Menschen an diesen Flüssen und den Seen zu berichten.
2008 gründete der Fachjournalist das Online-Fachmagazin Schiffstechnik / Binnenschifffahrt – Binnenhäfen – Binnenwasserstraßen, das schon mit der Dezember-Ausgabe in Schifffahrt online umbenannt wurde und seitdem monatlich erschien. Neben Schifffahrt-online erschien ab Mai 2009 das Schifffahrts-Magazin als gedruckte Zeitschrift im Magazin-Format in der F. Barg Verlag UG (haftungsbeschränkt).
Im November 2011 wurde Friedbert Barg in das Kuratorium der Fördergesellschaft des Museums der Deutschen Binnenschifffahrt gewählt. Die Fördergesellschaft zählt 133 private und 64 Unternehmensmitgliedschaften. Barg war Mitglied im Verein Düsseldorfer Journalisten (Vorsitzender von 1994 bis 1996). 1999 initiierte und gründete Friedbert Barg die Vereinigung Europäischer Schifffahrtsjournalisten (VEUS), der bei ihrer Gründung 60 Schifffahrtsjournalisten aus sieben europäischen Ländern angehörten.
Friedbert Barg starb am 13. September 2014 in Düsseldorf. Mit seinem Tod wurde das Schifffahrts-Magazin eingestellt.

## Auszeichnungen
1999: Europäischer Journalistenpreis der Europäischen Bewegung Deutschland für seine Beiträge in der Zeitschrift Binnenschifffahrt zur Einführung des Euro.